# Mutus (cráter)
Mutus es un cráter de impacto que se encuentra en la parte sur de la Luna, al norte-noreste del cráter más grande Manzinus, y a cierta distancia al sur de Hommel. Tiene 78 kilómetros de diámetro y 3,7 kilómetros de profundidad. Es del período Período Pre-Nectárico, de hace entre 4550 a 3920 millones de años.
|  |

El borde exterior de Mutus está desgastado y erosionado, con un par de pequeños pero notables cráteres, Mutus A y Mutus V, que se extienden a través del borde oriental. Varios otros pequeños cráteres ocupan parte del borde y de la pared interior. Otro cráter, Mutus B, está situado en el suelo del cráter, justo al sur del punto medio. El resto del interior es relativamente plano, marcado por varios pequeños cráteres al norte de Mutus B.
Mutus lleva el nombre de Vincente Mut (Muth), un astrónomo, ingeniero  y navegante español del siglo XVII.

## Cráteres satélite
Por convención estos elementos son identificados en los mapas lunares poniendo la letra en el lado del punto medio del cráter que está más cercano a Mutus.
| Mutus | Coordenadas                   | Diámetro |
| ----- | ----------------------------- | -------- |
| A     | 63°48′S 31°48′E / -63.8, 31.8 | 16 km    |
| B     | 63°54′S 29°30′E / -63.9, 29.5 | 17 km    |
| C     | 61°12′S 27°12′E / -61.2, 27.2 | 32 km    |
| D     | 58°24′S 23°18′E / -58.4, 23.3 | 22 km    |
| E     | 65°30′S 36°06′E / -65.5, 36.1 | 22 km    |
| F     | 66°12′S 34°06′E / -66.2, 34.1 | 42 km    |
| G     | 67°12′S 35°06′E / -67.2, 35.1 | 17 km    |
| H     | 63°36′S 24°12′E / -63.6, 24.2 | 21 km    |
| J     | 62°42′S 23°18′E / -62.7, 23.3 | 8 km     |
| K     | 57°48′S 21°30′E / -57.8, 21.5 | 7 km     |
| L     | 61°48′S 24°54′E / -61.8, 24.9 | 20 km    |
| M     | 59°06′S 24°24′E / -59.1, 24.4 | 20 km    |
| N     | 62°24′S 27°36′E / -62.4, 27.6 | 11 km    |
| O     | 57°42′S 23°48′E / -57.7, 23.8 | 14 km    |

| Mutus | Coordenadas                   | Diámetro |
| ----- | ----------------------------- | -------- |
| P     | 59°06′S 25°42′E / -59.1, 25.7 | 16 km    |
| Q     | 62°12′S 30°24′E / -62.2, 30.4 | 8 km     |
| R     | 60°48′S 23°54′E / -60.8, 23.9 | 27 km    |
| S     | 60°30′S 22°00′E / -60.5, 22.0 | 25 km    |
| T     | 59°12′S 21°12′E / -59.2, 21.2 | 34 km    |
| V     | 62°54′S 31°18′E / -62.9, 31.3 | 24 km    |
| W     | 66°36′S 40°00′E / -66.6, 40.0 | 21 km    |
| X     | 67°06′S 36°48′E / -67.1, 36.8 | 21 km    |
| Y     | 64°48′S 35°00′E / -64.8, 35.0 | 26 km    |
| Z     | 64°00′S 34°30′E / -64.0, 34.5 | 30 km    |